# Zeig’ kein Erbarmen!
Zeig’ kein Erbarmen! ist ein US-amerikanischer Kriminalfilm aus dem Jahr 1935 von George Marshall mit Rochelle Hudson und Cesar Romero in den Hauptrollen.

## Handlung
Die Entführer des jungen Tom Hansen verlangen von der Familie des Jungen 200.000 Dollar in unmarkierten Fünf-, Zehn- und Zwanzig-Dollarscheinen. Die reichen Onkel des Jungen und ein Freund der Familie erklären sich bereit, große Summen beizusteuern, doch sie und der Vater des Jungen weigern sich, den FBI-Ermittlern zu gestatten, markierte Scheine auszuhändigen, um die Verbrecher aufzuspüren. 
Während eines Gewitters bleiben das junge Ehepaar Loretta und Joe Martin mit ihrem Baby Trudy und ihrem Hund Sport im Schlamm stecken und finden ein verlassenes Haus, um das Ende des Sturms abzuwarten. Die Entführer Tobey, Pitch, Gimp und Buzz erreichen das Haus, nachdem sie das Lösegeld abgeholt und den Jungen ausgeliefert haben. Tobey, der Anführer, sperrt Loretta, Joe, Trudy und Sport in ein Schlafzimmer. Da Trudy Medikamente gegen eine Erkältung braucht, beschließt Tobey, mit Joe loszugehen, um die Medikamente zu kaufen und Joe einen Teil des Geldes in ein paar nahegelegenen Städten verteilen zu lassen, damit Joe verdächtigt wird, wenn das Geld markiert ist. Während sie weg sind, betrinkt sich Pitch, der dafür war, die Martins sofort zu töten, und wird gereizt, weil das Baby weint. Als Tobey und Joe nicht zur vereinbarten Zeit zurückkommen, richtet Pitch seine Waffe auf Gimp, der mit den Martins sympathisiert, und verlangt den Schlüssel zum Schlafzimmer, damit er sie töten kann. Als Pitch gerade schießen will, kommen Tobey und Joe. Gereizt über Pitchs Trinkerei verkündet Tobey, dass sie am Abend gehen werden. 
Unterdessen enthüllt Reed vom FBI einer versammelten Gruppe von Polizeibeamten, dass sie heimlich in der Lage waren, das Geld der Hansens durch seriell nummerierte Scheine zu ersetzen und dass jeder Schein, dessen Seriennummer mit den Buchstaben L, M, N, O oder P beginnt und mit den Zahlen 5, 7 oder 9 endet, ein Lösegeldschein ist. Diese Information wird im ganzen Land ausgestrahlt. Als die Entführer sich zum Aufbruch bereit machen, hören sie eine der Sendungen und erfahren, dass die von Joe weitergegebenen Geldscheine aufgetaucht sind. Obwohl Pitch die Martins töten will, beschließt Tobey, dass sie sich einen Monat lang bedeckt halten und die Geldscheine dann weit weg weitergeben können. Während Joe mit Lorettas Schere versucht, ein Loch im Schlafzimmerboden zu vergrößern, das in einen Keller führt, schnappt sich Sport ein Stück von Pitchs Kleidung. Pitch wirft ein Bündel Geldscheine nach dem Hund, der mit dem Geld nach draußen rennt. Als der Hund beginnt, das Geld zu zerreißen, schießt Pitch auf ihn. Nachdem Pitch zum Haus zurückgelaufen ist, kriecht Sport davon und lässt einige der zerrissenen Geldscheine offen liegen. Tobey befiehlt den anderen zu gehen. Pitch und Buzz fahren ab, bevor Gimp bereit ist, der nun zu Fuß gehen muss. Nachdem Pitch und Buzz an einer Tankstelle Geld weitergegeben haben, gibt ein junger Tankwart ihr Nummernschild an die Polizei weiter, die eine Straßensperre errichtet. Buzz wird getötet, während Pitch, in den Arm geschossen, entkommt. Gimp sieht eine Anzeige für eine Zugfahrkarte für zwölf Dollar nach Phoenix und tauscht Geldscheine an einigen Kollektentellern der Kirche um. Als er die Fahrkarte kaufen will, stellt er fest, dass der Preis für die zwölf Dollar gestiegen ist. Nachdem er die Differenz mit einer markierten Banknote bezahlt hat, wird er angeschossen, als er versucht, in den Zug einzusteigen. 
Im Haus ruft Loretta nach Tobey, er solle die Tür aufschließen, damit sie heißes Wasser für das Baby holen kann. Joe wartet, um Tobey mit einer Schere anzugreifen, aber bevor Tobey die Tür öffnet, kommt Pitch zurück und entschuldigt sich. Als er vorschlägt, dass er und Tobey die gefälschten Pässe benutzen, um das Land zu verlassen, bis sich alles beruhigt hat, stimmt Tobey zu. In der Zwischenzeit wird Sport in einem Krankenhaus behandelt, wohin er gebracht wurde, nachdem ihn ein alter Mann gefunden hatte. Reed beordert 500 Männer, die zu dem Ort zu gehen, an dem der Hund gefunden wurde. Als sie sich zum Aufbruch bereit machen, bietet Pitch an, die Martins zu töten, und Tobey übergibt ihm seine Waffe. Pitch erschießt jedoch Tobey und tritt dann die Schlafzimmertür ein. Joe lenkt ab, indem er nach draußen rennt, damit Loretta sich eine Maschinenpistole schnappen kann. Nachdem Pitch Joe in die Schulter geschossen hat, erschießt Loretta Pitch. Nach Ankunft der Polizei erzählt Reed Joe und Loretta von einer Belohnung, während Sport eine Medaille für Heldentum erhält.

## Hintergrund
Gedreht wurde der Film vom 28. August bis Ende September 1935 in den Fox-Studios in Century City.
Der Film wurde von der Entführung von George Weyerhaeuser im Mai 1935 inspiriert, dem Spross der wohlhabenden Holzfällerfamilie Weyerhaeuser, der nach Zahlung eines Lösegelds freigelassen wurde. Das Lösegeld, das das FBI so arrangierte, dass die Seriennummern als Hinweise verwendet werden konnten, wurde aufgespürt, die Entführer wurden verhaftet und zu langen Gefängnisstrafen verurteilt.
Nachdem Darryl F. Zanuck an einer Konferenz mit Funktionären der Zensurbehörde PCA (Production Code Administration) über den geplanten Film teilgenommen hatte, schickte Direktor Joseph Breen Zanuck relevante Absätze aus dem jüngsten Jahresbericht der PCA über neue Bestimmungen zur Behandlung von Entführungen in Filmen. Gemäß diesen Bestimmungen durften Entführungen nicht das Hauptthema sein, die entführte Person durfte kein Kind sein, es durften keine Einzelheiten der Entführung gezeigt werden, den Entführern durfte kein Profit zufließen und die Entführer mussten bestraft werden. In einem Brief vom 12. Juni 1935 erklärte Zanuck, dass der geplante Film die Entführung weder betonen noch zeigen, sondern die Unfähigkeit der Entführer, das Lösegeld loszuwerden, dramatisieren würde. Er schrieb, der Film sei „die größte Warnung an Kidnapper und potenzielle Kidnapper, die auf der Leinwand oder in gedruckter Form zu sehen sein könnte“, denn er würde beweisen, dass „es trotz hundertprozentiger Erfolgswahrscheinlichkeit einer Entführung töricht ist, sie weiter zu verfolgen, denn was macht man mit dem Geld, wenn man es erst einmal hat?“
Zanucks Idee des Endes war zu diesem Zeitpunkt anders als das Ende im fertigen Film. In dem von Zanuck beschriebenen Ende kommt der Anführer der Entführer, der einzige, der noch nicht verhaftet wurde, in eine große Stadt, wo er von alten Freunden beschützt wird. Nachdem FBI-Agenten jedoch unerbittlich in dem Gebiet vorgehen und Razzien in Spielhöllen und Verstecken von Gangstern durchführen, töten die „Freunde“ den Entführer und werfen seine Leiche auf die Straße. Zanuck stimmte zu, die Vorschriften bezüglich der Darstellung von Entführungen einzuhalten und das Alter des entführten Jungen auf Anfang zwanzig zu erhöhen. Die PCA war überzeugt, dass das Thema des Films „heißes Geld“ und nicht Entführung war. Laut Korrespondenz in der PCA-Akte zum Film hatte Zanuck ein Treffen mit dem US-Justizminister bezüglich des Films vereinbart, an dem er jedoch später nicht teilnehmen konnte. Jason Joy, ein Angestellter von Twentieth Century-Fox, reiste jedoch nach Washington, D.C. und beriet sich mit Beamten des Justizministeriums bezüglich der technischen Phase des Films. Laut einem Presseartikel genehmigte das Justizministerium das Drehbuch nach bestimmten Überarbeitungen und ordnete an, dass das Studio keine weiteren Änderungen vornehmen dürfe. 
Die Zensurbehörde erhob Einspruch gegen den Titel Snatched! (dt.: Geschnappt). Fox-Präsident Joseph Schenck protestierte gegen das Verbot des Titels durch das Titelregistrierungskomitee, zog seinen Protest jedoch zurück, als der neue Titel Show Them No Mercy! Mitte Oktober 1935 ausgewählt wurde.
Jack Otterson oblag die künstlerische Leitung. Verantwortliche Toningenieure waren W. D. Flick und Roger Heman sr.
Der im Film gespielte Song Oh, You Nasty Man stammte von Ray Henderson, Jack Yellen und Irving Caesar.
Am 6. Dezember 1935 kam der Film in die US-Kinos.

## Kritiken
Die zeitgenössische Kritik zeigte sich überwiegend positiv. So lobte Otis Ferguson im Magazin The New Republic, dass die Geschichte logisch aufgebaut und mit dramatischem Druck auf jedem Quadratzentimeter sei. In den Rollen der Gesetzlosen seien Cesar Romero, Bruce Cabot, Warren Hymer und Edward Brophy zu sehen, allesamt gute und solide Darsteller. Kate Cameron schrieb in der New York Daily News, Cesar Romero sei als Anführer der Bande exzellent, aber Bruce Cabot als betrunkener Pitch sei der härteste und schwierigste Verbrecher, der seit langem auf die Leinwand gekommen ist. Meyer Levin zeigte sich unter seinem Pseudonym Patterson Murphy im Magazin Esquire von der Eröffnungssequenz sehr angetan, die vertraulich real sei. Zudem lobte er die guten Darsteller der vier Gangster.